# Echo & the Bunnymen
Echo & the Bunnymen – brytyjski zespół rockowy grający post-punk i rock alternatywny założony w Liverpoolu w Anglii w 1978.

## Historia
Pierwszy skład Echo & the Bunnymen tworzyli wokalista Ian McCulloch, gitarzysta Will Sergeant i gitarzysta basowy Les Pattinson. Zespół korzystał z automatu perkusyjnego. W 1980 do zespołu dołączył perkusista Pete de Freitas.
18 lipca 1980 grupa wydała debiutancki album pod tytułem Crocodiles, który został pozytywnie przyjęty przez krytyków i uplasował się w pierwszej 20. listy UK Singles Chart. Drugi album studyjny Heaven Up Here (1981) także został przyjęty z entuzjazmem i osiągnął pierwszą 10. listy przebojów w Wielkiej Brytanii. Zespół odniósł mainstreamowy sukces w połowie lat 80. wydając singel „The Cutter” i kolejny album, Porcupine (1983; 2. miejsce w UK). Następny album, Ocean Rain (1984) został uznawany za magnum opus zespołu. Pochodzą z niego takie hity jak „The Killing Moon”, „Silver” i „Seven Seas”. Kolejne nagranie studyjne, Echo & the Bunnymen (1987), wydany został tuż przed tym, jak McCulloch opuścił grupę w celu rozpoczęcia kariery solowej (1988).
W 1989 w wypadku motocyklowym zginął Pete de Freitas. Zespół wznowił działalność w nowym składzie. Do Willa Sergeanta i Les Pattinsona dołączył wokalista Noel Burke, perkusista Damon Reece i keyboardzista Jake Brockman. W 1990 grupa w nowej konfiguracji wydała album Reverberation, jednak względnie mały sukces albumu i negatywne oceny krytyków doprowadziły do całkowitego rozwiązania zespołu w 1992.
Po zakończeniu współpracy w ramach Electrafixion, McCulloch i Sergeant wznowili działalność Echo & the Bunnymen pod koniec 1996 wraz z Pattinsonem. Formacja powróciła wydając w czerwcu 1997 singel „Nothing Lasts Forever”, a 14 lipca pierwszy po powrocie album Evergreen, który został przyjęty entuzjastycznie przez krytykę i uznany za udany powrót zespołu na scenę. Pomimo tego, że Pattinson opuścił zespół po raz drugi, McCulloch i Sergeant kontynuowali twórczość jako Echo & the Bunnymen, wracając do korzystania z automatu perkusyjnego i wydając kolejne albumy: What Are You Going to Do with Your Life? (1999), Flowers (2001) i Siberia (2005). W 2009 został wydany album studyjny, The Fountain.

## Skład
- Ian McCulloch (od 1978) – śpiew
- Will Sergeant (od 1978) – gitara, gitara basowa, gitara akustyczna

- Les Pattinson (od 1978 do 1992 oraz od 1996 do 1999) – gitara basowa
- Pete de Freitas (od 1979 do 1989) – perkusja
- Noel Burke (od 1988 do 1992) – śpiew
- Jake Brockman (od 1996 do 1998) – gitara
- Damon Reece od 1988 do 1992) – perkusja

## Dyskografia

### Albumy studyjne
- (1980) Crocodiles – UK #17
- (1981) Heaven Up Here – UK #10, U.S. #184
- (1983) Porcupine – UK #2, U.S. #137
- (1984) Ocean Rain – UK #4, U.S. #87
- (1987) Echo & the Bunnymen – UK #4, U.S. #51
- (1990) Reverberation – UK #19
- (1997) Evergreen – UK #8
- (1999) What Are You Going to Do with Your Life? – UK #21
- (2001) Flowers – UK #56
- (2005) Siberia – UK #83
- (2009) The Fountain
- (2014) Meteorites

### Kompilacje
- (1985) Songs to Learn & Sing – UK #6
- (1993) The Cutter
- (1997) Ballyhoo – UK #59
- (2001) Crystal Days: 1979–1999
- (2005) Seven Seas – UK #20
- (2006) More Songs to Learn and Sing – UK #47
- (2007) Killing Moon: The Best of Echo & the Bunnymen
- (2007) B-sides & Live (2001 – 2005)
- (2008) The Works